# Anton Hinge
Anton Hinge (født 13 februar 2006) er en dansk kajakroer opvokset i Silkeborg. Hans første store mesterskab var da han som blot 16 årig repræsenterede Danmark til verdenmesterskaberne i Kajakmarathon i Ponte de Lima, Portugal.
Han repræsenter Silkeborg Kajakklub og det danske sprint og marathonkajak landshold.
Anton Hinge har vundet adskillige danske mesterskaber i ungdomsrækkerne.